# Mono

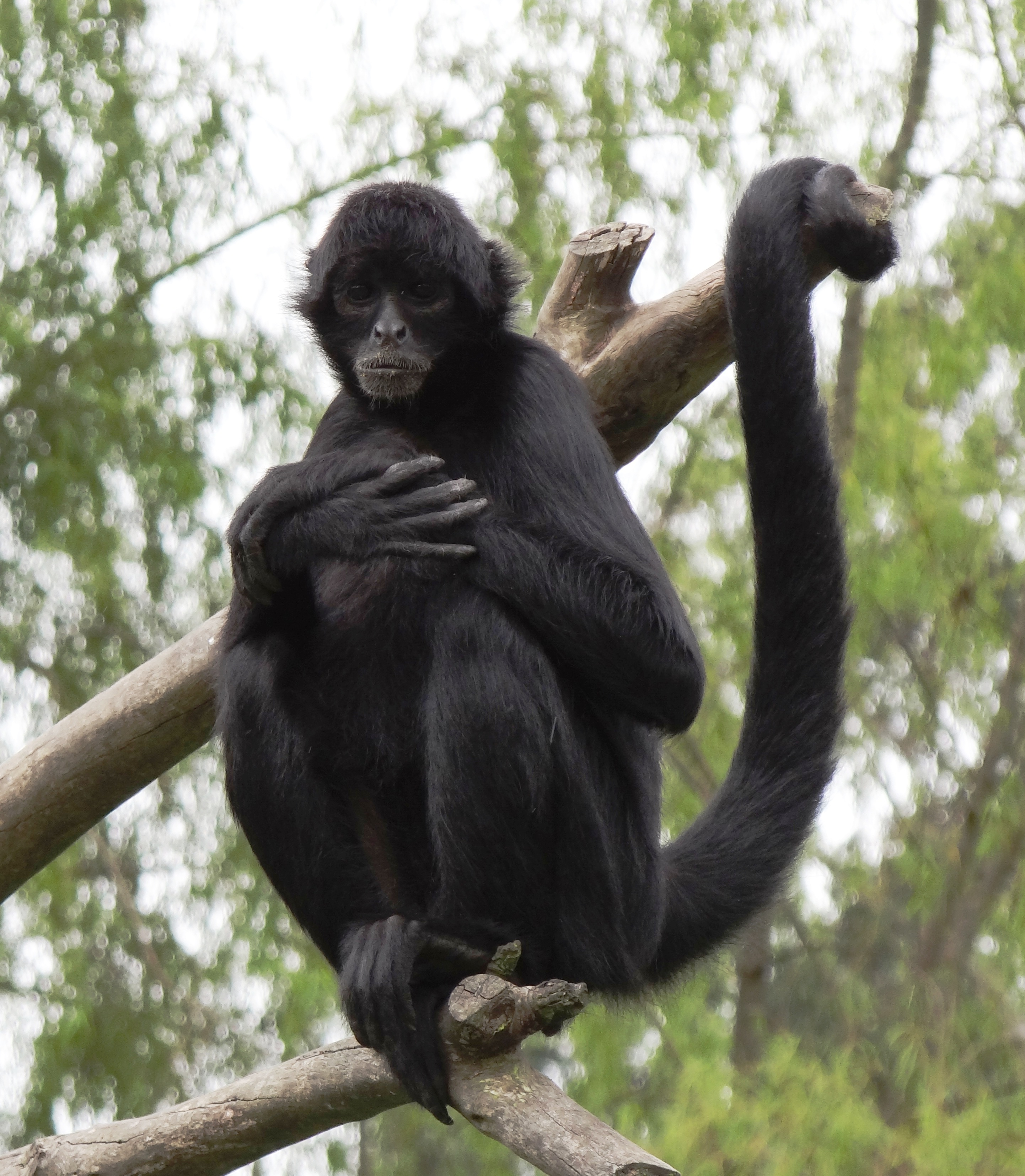
Mono araña (Ateles fusciceps)

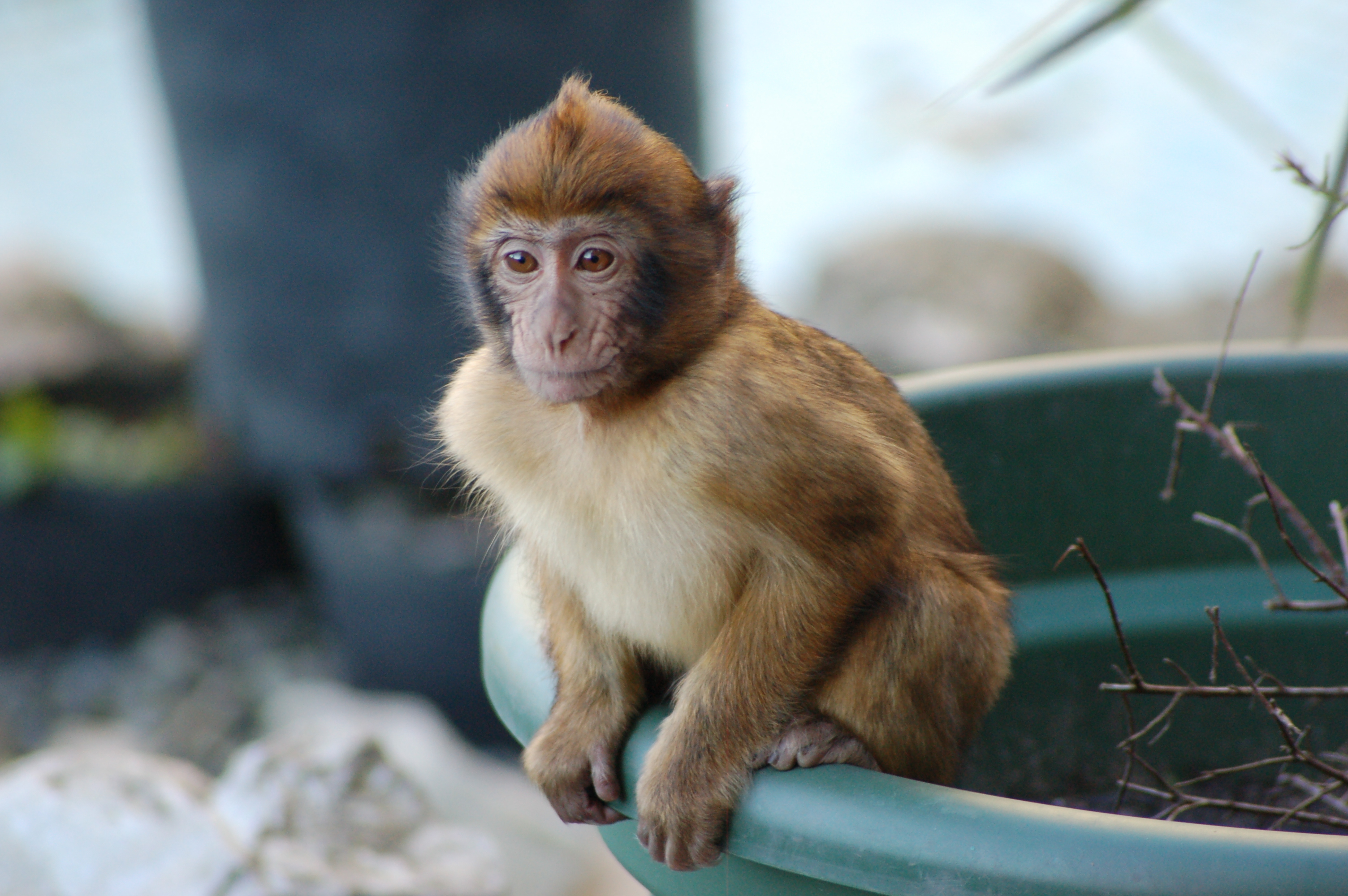
Joven mona de Gibraltar (Macaca sylvanus).

La palabra mono es un término informal, no taxonómico, que designa a un amplio conjunto de primates simiiformes. 
Los términos «mono» y «simio» son sinónimos en el idioma español, pero en zoología suele hacerse una distinción entre ambos, debido a la influencia del idioma inglés, en el que los términos equivalentes monkey y ape tienen diferentes significados. Aunque existen algunas similitudes entre ambos conjuntos de animales, las diferencias son muchas. Así pues, en el lenguaje científico, los monos actuales comprenden a los platirrinos (Platyrrhini o monos del Nuevo Mundo) y a los cercopitécidos (Cercopithecidae o monos del Viejo Mundo), pero no a los primates hominoides, más cercanos al ser humano, como el orangután, el gorila, el chimpancé y los gibones, que se consideran simios. A diferencia de estos, los monos poseen por lo general cola, tienen un esqueleto más primitivo y son más pequeños. Este uso de la palabra simio como traducción del inglés ape, restringida exclusivamente a los primates sin cola, es erróneo, y no corresponde al castellano. Se recomienda, para este uso, la palabra hominoideo y también tienen tradición «antropoide», usado como sustantivo, y «mono antropomorfo».
Muchas especies de monos viven en los árboles, aunque hay especies que viven principalmente en el suelo, como los babuinos. La mayoría de las especies son principalmente activas durante el día. Los monos son generalmente considerados inteligentes, especialmente los monos del Viejo Mundo.
Los simios y los tarseros, los dos miembros del suborden Haplorhini, surgieron hace unos 60 millones de años. Los monos del Nuevo Mundo y los monos catarrinos surgieron dentro de los simios hace unos 35 millones de años. Los monos del Viejo Mundo y los simios surgieron dentro de los monos catarrinos hace unos 25 millones de años. Los simios basales extintos, como Aegyptopithecus o Parapithecus [hace 35-32 millones de años] también son considerados monos por los primatólogos.
Existe debate entre si los lémuress, loris, y galagos entran en la categoría de monos ya que estos son primates estrepsirrinos (suborden Strepsirrhini) con evolución distinta a la de otros primates aunque con características morfológicas externas de carácter antropoide. El grupo hermano de los simios, los tarseros, también son primates haplorrinos, pero tampoco son monos.[cita requerida]
Los simios surgieron dentro de los «monos» como hermanos de los Cercopithecidae en los Catarrhini, por lo que cladísticamente también son monos. Ha habido resistencia a designar directamente a los simios (y, por tanto, a los humanos) como monos, por lo que «mono del Viejo Mundo» puede entenderse como los Cercopithecoidea (sin incluir a los simios) o los Catarrhini (incluyendo a los simios). Que los simios son monos ya lo comprendió Georges-Louis Leclerc, Conde de Buffon en el siglo XVIII.
Los monos, incluidos los simios, se distinguen de otros primates por tener sólo dos pezones pectorales, un pene colgante y la falta de bigotes sensoriales.

## Terminología histórica y moderna

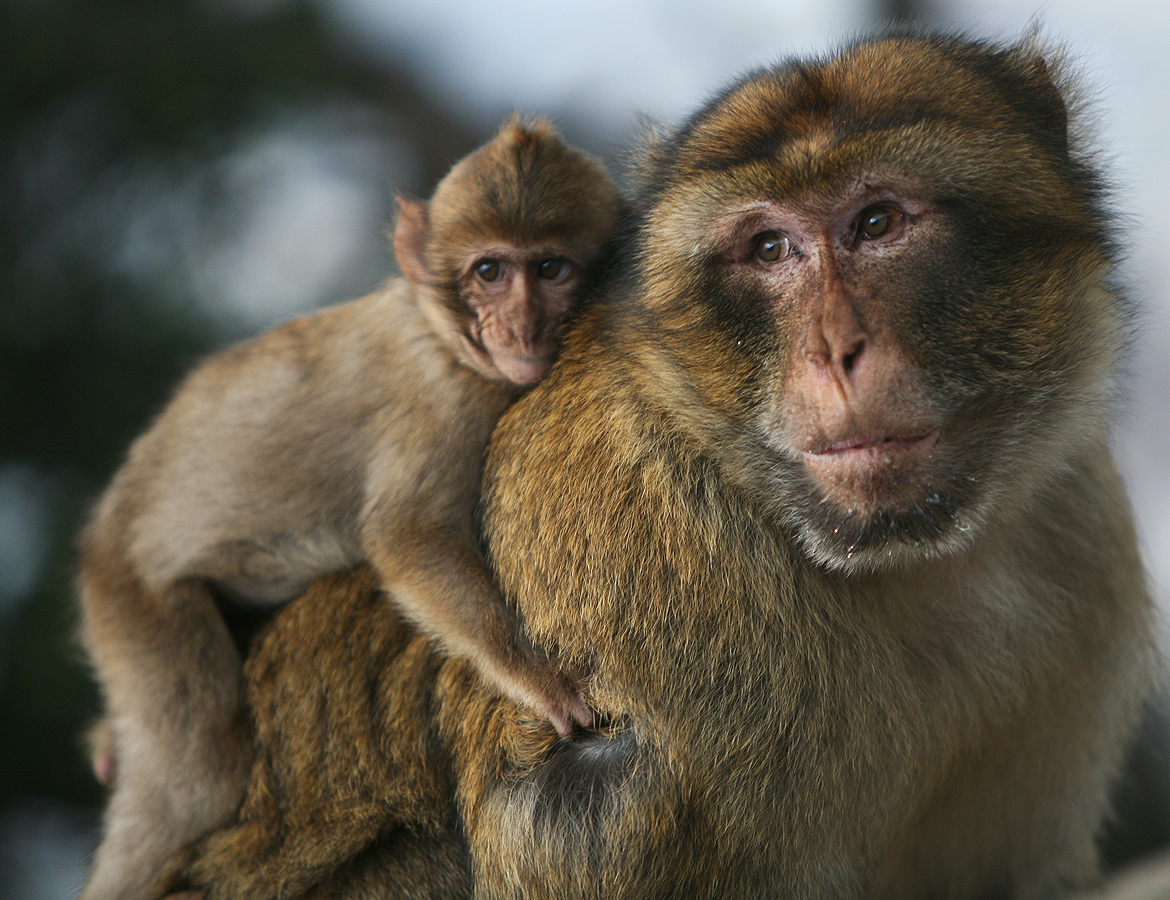
El macaco de Berbería también se conoce como mono de Berbería

El término «mono» tiene su origen en el árabe clásico مَيْمُون (maymūn, 'afortunado'), que por antífrasis pasó a significar «babuino», ya que estos animales eran considerados de mal agüero. De ahí paso al español y se esparció a otras lenguas romances, dando como resultado el francés mone y el italiano mona (ahora obsoleto). Posiblemente también haya resultado eventualmente en el inglés monkey, cuyo origen es incierto. Según el DLE, entró al idioma como «maimona» y, por haplología, se acortó a «mona», formándose posteriormente el masculino «mono».
Coloquialmente, los términos «mono» y «simio» se utilizan de forma intercambiable. Además, algunas especies de monos tienen la palabra «simio» en su nombre común, como el simio de Berbería.
En la primera mitad del siglo XX, se desarrolló la idea de que había tendencias en la evolución de los primates y que los miembros vivos del orden podían ordenarse en una serie, que conducía a través de los «monos» y los «simios» hasta los humanos. Los monos constituían, pues, un «grado» en el camino hacia los humanos y se distinguían de los «simios».
En la actualidad, las clasificaciones científicas se basan con más frecuencia en grupos monofiléticos, es decir, grupos formados por todos los descendientes de un ancestro común. Los monos del Nuevo Mundo y los del Viejo Mundo son grupos monofiléticos, pero su combinación no lo era, ya que excluía a los hominoideos (simios y humanos). Así, el término «mono» dejó de referirse a un taxón científico reconocido. El taxón más pequeño aceptado que contiene todos los monos es el infraorden Simiiformes o simios. Sin embargo, éste también contiene a los hominoideos, por lo que los monos son, en términos de taxones actualmente reconocidos, simios no hominoideos. Coloquialmente y culturalmente el término es ambiguo y a veces el mono incluye a los hominoideos no humanos. Además, son frecuentes los argumentos a favor de un uso monofilético de la palabra «mono» desde la perspectiva de que el uso debe reflejar la cladística.
Un grupo de monos puede denominarse comúnmente tribu o tropa.
Dos grupos distintos de primates se denominan «monos»: Los monos del Nuevo Mundo (platyrrhines) de América del Sur y Central y los monos del Viejo Mundo (catarrines en la superfamilia Cercopithecoidea) de África y Asia. Monos (hominoideos) -constituidos por gibónes, orangutánes, gorilas, chimpancés y bonobos, y humanos- son también catarrinos pero se distinguían clásicamente de los monos.

## Descripción
Como los simios han surgido en el grupo de los monos como grupo hermano de los monos del Viejo Mundo, las características que describen a los monos son generalmente compartidas por los simios también. Williams y colaboradores esbozaron en 2010 las características evolutivas, incluidas en grupos troncales, contrastadas con los otros primates como los tarseros y los lemuriformes.
Los monos varían en tamaño desde el tití pigmeo, que puede ser tan pequeño como 117 mm (4,6 plg) con una cola de 172 mm (6,8 plg) y poco más de 100 g (3,5 oz) de peso, al mandril macho, de casi 1 m (3,3 pies) de longitud y un peso de hasta 36 kg (79,4 lb). Algunos son arbóreos mientras que otros viven en la sabana; las dietas difieren entre las distintas especies pero pueden contener cualquiera de los siguientes elementos: fruta, hojas, semillas, frutos secos, flores, huevos y pequeños animales (incluyendo insectos y arañas).
Algunas características son compartidas entre los grupos; la mayoría de los monos del Nuevo Mundo tienen cola prensil mientras que los monos del Viejo Mundo tienen colas no prensiles o no tienen cola visible. Los monos del Viejo Mundo tienen tricromática [como la de los humanos, mientras que los monos del Nuevo Mundo pueden ser tricromáticos, dicromáticos o, como en los micos nocturnos y otolemures, monocromáticos. Aunque tanto los monos del Nuevo como los del Viejo Mundo, al igual que los simios, tienen los ojos orientados hacia delante, las caras de los monos del Viejo y del Nuevo Mundo tienen un aspecto muy diferente, aunque, de nuevo, cada grupo comparte algunos rasgos como los tipos de nariz, las mejillas y las rabadillas.

## Relación con los humanos

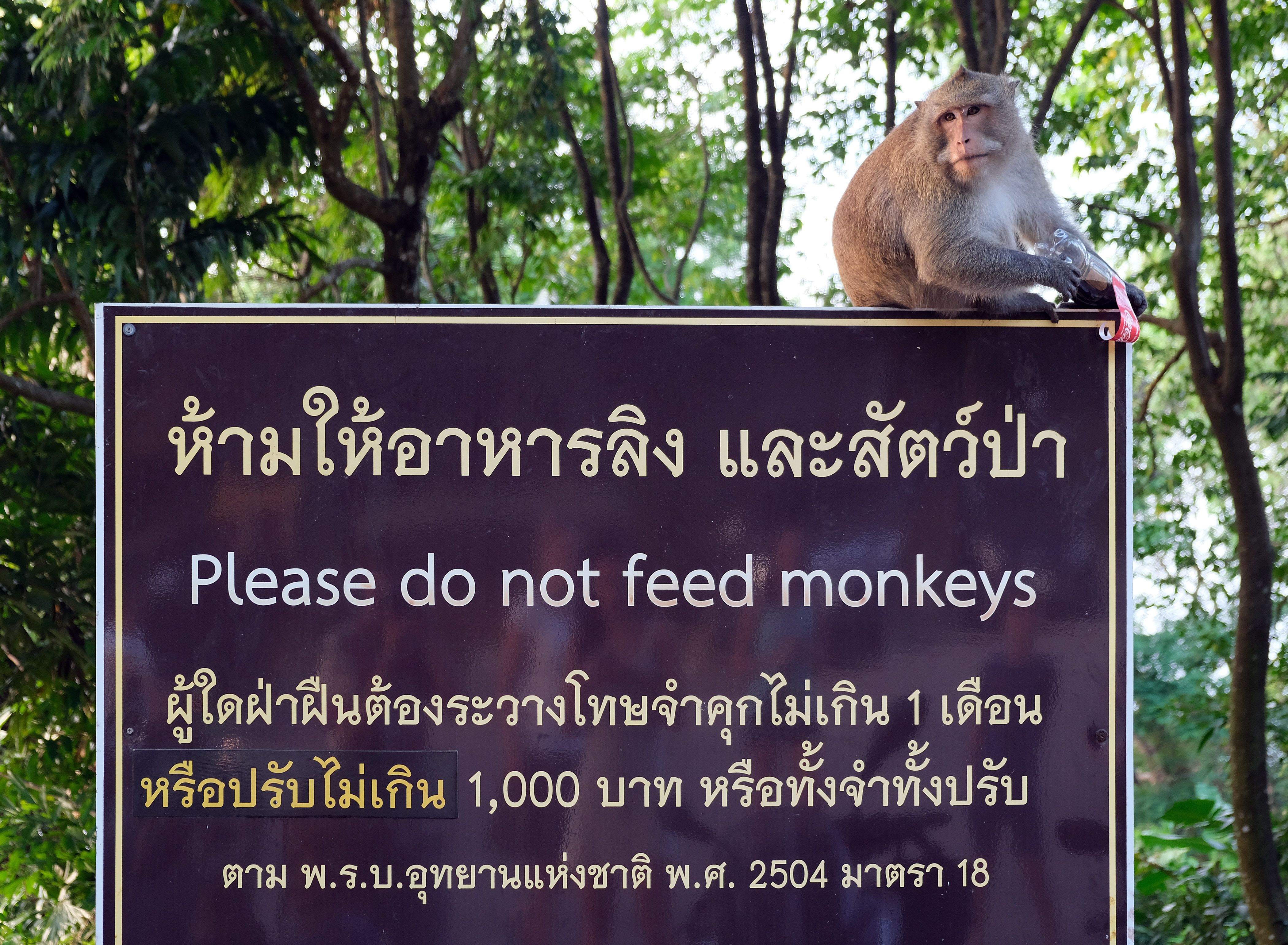
Macaco en un cartel de «Por favor, no alimente a los monos» en Ko Chang, Tailandia.

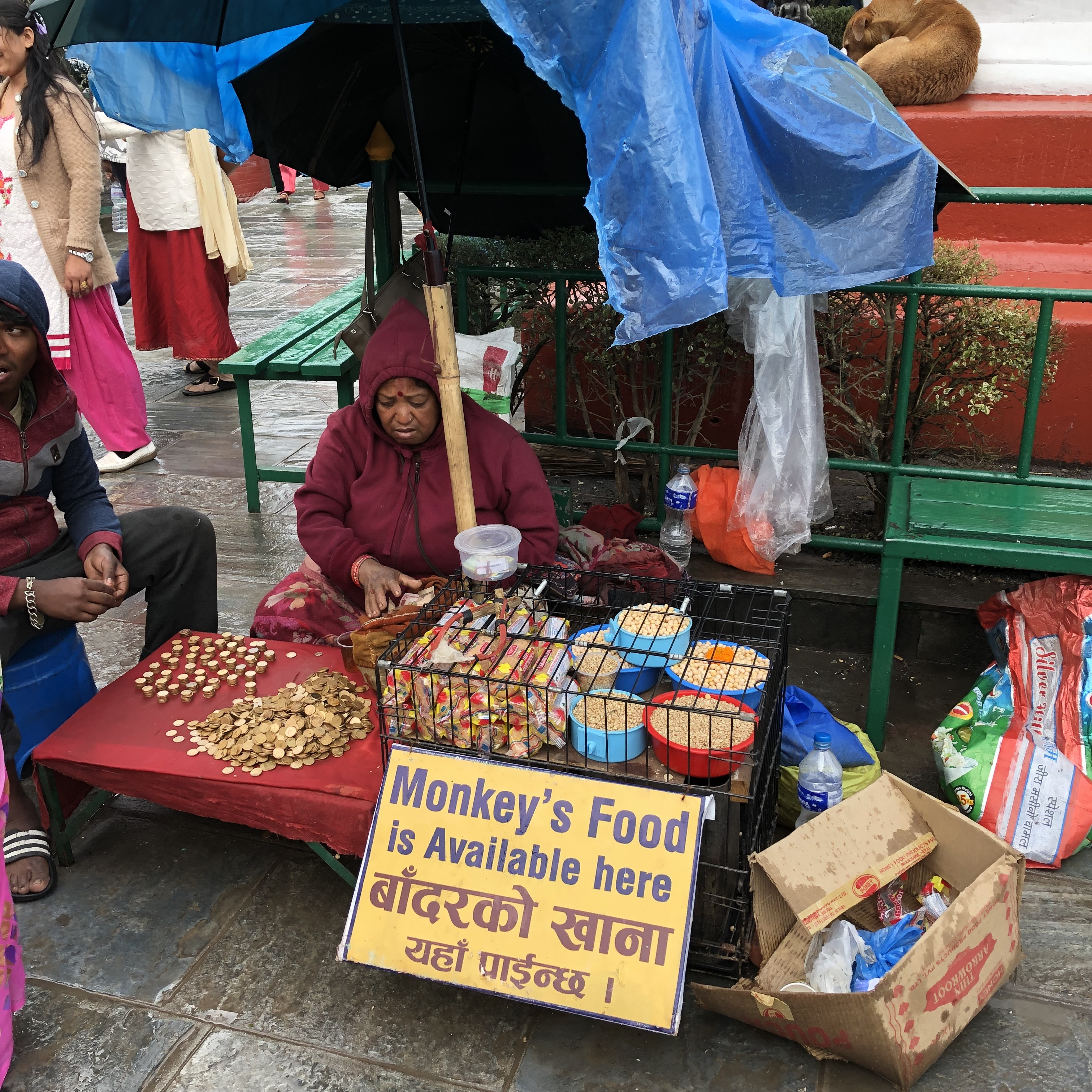
Señal en una tienda en Swyambhunath, Bagmati, Nepal, que dice «Aquí hay disponible comida para monos». Algunos lugares utilizan su población de monos como atracción turística.

Las numerosas especies de monos tienen relaciones variadas con los humanos. Algunos son conservados como mascotas, otros se utilizan como organismos modelo en laboratorios o en misiones espaciales. Pueden ser sacrificados en batidas de monos (cuando amenazan la agricultura) o utilizados como animales de servicio para discapacitados.
En algunas zonas, algunas especies de monos se consideran plagas agrícolas, y pueden causar grandes daños a los cultivos comerciales y de subsistencia. Esto puede tener importantes implicaciones para la conservación de especies en peligro de extinción, que pueden ser objeto de persecución. En algunos casos, la percepción de los daños por parte de los agricultores puede superar los daños reales. Los monos que se han habituado a la presencia humana en lugares turísticos también pueden ser considerados plagas, atacando a los turistas.
En la cultura popular los monos son un símbolo de juego, picardía y diversión.

### Como animales de servicio para discapacitados
Algunas organizaciones entrenan a monos capuchinos como animales de servicio para ayudar a tetrapléjicos y a otras personas con graves lesiones medulares o impedimentos de movilidad. Tras ser socializados en un hogar humano cuando son bebés, los monos se someten a un extenso entrenamiento antes de ser colocados con personas discapacitadas. En la casa, los monos ayudan en las tareas cotidianas como alimentar, buscar, manipular objetos y el cuidado personal.
Los monos ayudantes suelen ser entrenados en escuelas por organizaciones privadas, tardan siete años en formarse y pueden prestar servicio entre veinticinco y treinta años monos ayudantes (dos o tres veces más que un perro guía).